# Festivali i Këngës 42
Festivali i Këngës 42 var den 42:a upplagan av den albanska musiktävlingen Festivali i Këngës. Den hölls mellan den 18 och 20 december 2003 i Pallati i Kongreseve i centrala Tirana. 

## Tävling
Den 18 och 19 december hölls de två semifinalerna varefter finalen avgjordes den 20 december. Detta år blev det första som tävlingen användes som att skicka ett bidrag till Eurovision Song Contest. 30 bidrag fanns med från start, men endast 18 fick tävla i finalen. Slutligen vanns tävlingen av den 16-åriga sångerskan Anjeza Shahini med låten "Imazhi yt". Tvåan i tävlingen, Mariza Ikonomi, visade sin besvikelse genom att gå av scenen utan att motta sitt pris. Detta år offentliggjordes inte juryns poäng, utan endast de tre bäst placerande bidragen offentliggjordes. Som vanligt fanns RTSH:s orkester på plats, men möjligheten att framföra sitt bidrag playback fanns. Pali Kuke var direktör och under tävlingen var det årets vinnare, Sertab Erener, med som mellanakt i tävlingen.

## Semifinaler
Bidrag markerade i fetstil gick vidare till finalen.

### Semifinal 1
| Nr | Artist              | Låt                              |
| -- | ------------------- | -------------------------------- |
| 1  | Orges Toçi          | "Eja"                            |
| 2  | Fazile Syla         | "Jeto jetën tënde"               |
| 3  | Arjan Hasanbelliu   | "Nata"                           |
| 4  | Elvana Gjata        | "Pranë teje"                     |
| 5  | Rudi & Ingrid Jushi | "Me ty"                          |
| 6  | Voltan Prodani      | "Kthehu dhe kujtohu"             |
| 7  | Aurel Thëllimi      | "Dashuri dhe lojë"               |
| 8  | Arbër Arapi         | "Bota ime"                       |
| 9  | Kozma Dushi         | "E nesërmja tjetër kujt i takon" |
| 10 | Ermiona Lekbello    | "Ç'punë ke ti me dashurinë"      |
| 11 | Klajdi Musabelliu   | "Një shpresë për jetën time"     |
| 12 | Evis Mula           | "E dashuruar"                    |
| 13 | Saimir Çili         | "Sa herë vjen pranvera"          |
| 14 | Rovena Dilo         | "Njëmijë zemra"                  |

### Semifinal 2
| Nr | Artist          | Låt                          |
| -- | --------------- | ---------------------------- |
| 1  | Andi Kongo      | "Sikur të rroja sa kjo botë" |
| 2  | Erida Rexhepi   | "Kthehu"                     |
| 3  | Kujtim Prodani  | "Ju të dashurat e mia"       |
| 4  | Edmond Mancaku  | "Trill vjeshte"              |
| 5  | Anila Jonuzi    | "E kam një sekret"           |
| 6  | Gjergj Jorgaqi  | "Dua dhe s'dua"              |
| 7  | Anisa Dervina   | "Sytë e zemrës"              |
| 8  | Rijet Pirani    | "Ike"                        |
| 9  | Anjeza Shahini  | "Imazhi yt"                  |
| 10 | Bashkim Rodoni  | "Rritu pa mbarim"            |
| 11 | Eneda Tarifa    | "Qëndroj"                    |
| 12 | Rosela Gjylbegu | "Hirushja"                   |
| 13 | Françesk Radi   | "Syri i saj po më verbon"    |
| 14 | Saimir Braho    | "Fjala"                      |
| 15 | Mariza Ikonomi  | "Mbi urë"                    |

## Finalen
| Nr | Artist              | Låt                             | Plats |
| -- | ------------------- | ------------------------------- | ----- |
| 1  | Arbër Arapi         | "Bota ime"                      | –     |
| 2  | Kujtim Prodani      | "Ju të dashurat e mia"          | –     |
| 3  | Anisa Dervina       | "Sytë e zemrës"                 | –     |
| 4  | Françesk Radi       | "Syri i saj po më verbon"       | –     |
| 5  | Rudi & Ingrid Jushi | "Me ty"                         | –     |
| 6  | Edmond Mancaku      | "Trill vjeshte"                 | –     |
| 7  | Evis Mula           | "E dashuruar"                   | –     |
| 8  | Kozma Dushi         | "E nsërmja tjetër kujt i takon" | –     |
| 9  | Klajdi Musabelliu   | "Një shpresë për jetën time"    | –     |
| 10 | Rovena Dilo         | "Njëmijë zemra"                 | –     |
| 11 | Mariza Ikonomi      | "Mbi urë"                       | 2     |
| 12 | Anjeza Shahini      | "Imazhi yt"                     | 1     |
| 13 | Eneida Tarifa       | "Qëndroj"                       | –     |
| 14 | Rosela Gjylbegu     | "Hirushja"                      | 3     |
| 15 | Ermiona Lekbello    | "Ç'punë ke ti me dashurinë"     | –     |
| 16 | Orges Toçi          | "Eja"                           | –     |
| 17 | Voltan Prodani      | "Kthehu dhe kujtohu"            | –     |
| 18 | Andi Kongo          | "Sikur të rroja sa kjo botë"    | –     |